# .be

Logo des Internetportals belgium.be der belgischen Föderalregierung im Stil der ccTLD

.be ist die länderspezifische Top-Level-Domain (ccTLD) Belgiens. Sie existiert seit dem 5. August 1988 und wird seit 1999 vom gemeinnützigen Unternehmen DNS Belgium verwaltet.

## Eigenschaften
Jede natürliche oder juristische Person darf eine .be-Domain registrieren, es gibt keine besonderen Beschränkungen. Ein Wohnsitz oder eine Niederlassung in Belgien sind nicht notwendig. Die Vergabe erfolgt vollkommen automatisiert und benötigt bis zu zwei Tage. Zunächst wurden nur alphanumerische Zeichen unterstützt, ab Juni 2013 sind auch Sonderzeichen und Umlaute wie Ä, Ö und Ü nutzbar. Die Gebühren für .be-Domains werden jährlich im Voraus berechnet. Außergewöhnlich ist, dass für kurze Zeit bis Januar 2006 eine Domain kostenfrei angemeldet werden konnte.
Bei Streitigkeiten können Parteien die Schlichtung anrufen, wobei DNS Belgium seit 2008 die Gebühren jeweils zur Hälfte auf Antragsteller und Gegner verteilt. Zunächst muss der Beschwerdeführer den vollen Betrag aufwenden, erhält im Erfolgsfall aber die Hälfte zurück. Die Aufteilung wurde eingeführt, um Domain-Grabbern die ccTLD möglichst unattraktiv zu machen.

## Besonderheiten
Seit dem 8. Mai 2012 bietet die Vergabestelle DNS BE jedem Inhaber einer .be-Domain die Möglichkeit, ein personalisiertes digitales Zertifikat seiner Domain zu beziehen. In diesem sind sämtliche Daten des Inhabers der jeweiligen Domain enthalten, also neben Name und Anschrift z. B. auch seine E-Mail-Adresse.
In der Schweiz wird .be auch von Personen und Organisationen mit Bezug zum Kanton Bern (Kürzel BE) eingesetzt.
Im Februar 2013 wurde .be im Rahmen eines Distributed Denial of Service angegriffen, ebenso wie SWITCH und deren ccTLD .ch. Experten stuften die Sicherheit der Domain im Zuge dessen als stabil ein. Wenige Monate später verschafften sich Hacker dennoch Zugriff auf die Systeme von DNS BE und veränderten sogar deren Homepage.
Die Vergabestelle DNS Belgium bietet seit 2008 ein Werkzeug an, mit dem die Erreichbarkeit verschiedener Dienste auf .be-Domains überprüft werden kann.